# 495 aC
El 495 aC va ser un any del calendari romà pre-julià. A l'Imperi Romà es coneixia com l'Any del Consolat de Regil·lensis i Prisc (o també any 259 ab urbe condita). La denominació 495 aC per a aquest any s'ha emprat des de l'edat mitjana, quan el calendari Anno Domini va ser el mètode prevalent a Europa per a anomenar els anys.

## Esdeveniments

### Sicília
- Hipòcrates, tirà de Gela, va signar un tractat amb Siracusa, i va obtenir la possessió de Camarina, destruïda uns anys abans, i la va recolonitzar.[2]

### República Romana
- Appi Claudi Sabí Regil·lensis i Publi Servili Prisc són elegits cònsols a Roma. Els cònsols van fer la guerra contra els volscs i els van conquerir la ciutat de Suèssia Pomètia. Prisc, després, va derrotar els sabins i els auruncs.[3]
- En la lluita entre patricis i plebeus per la qüestió dels deutes, Prisc afavoria els plebeus, però com que no podia fer res sense comptar amb el seu col·lega, finalment es va enemistar amb patricis i plebeus, uns perquè consideraven que els traïa i els altres perquè consideraven que no feia res. Regil·lensis va decantar-se per defensar els patricis.[4]
- Es construeix un temple al Circ Màxim, entre els turons Aventí i Palatí, en honor del déu Mercuri.[3]

## = Xina
- Puja al tron Fuchai, l'últim rei de Wu, un estat de l'antiga Xina. Va regnar cap al final del període de Primaveres i Tardors.[5]

## Naixements
- Pèricles, polític grec (mort en el 429 aC).[6]

## Necrològiques
- Tarquini el Superb. Quan va ser expulsat de Roma es va refugiar a Cumes, governada pel tirà Aristodem, on va morir. Tots els seus fills ja havien mort abans.[4]